# Joe Dolhon
Joseph "Joe" Dolhon (Yonkers, Nueva York, 9 de julio de 1927-Condado de Westchester, Nueva York, 5 de enero de 1981) fue un jugador de baloncesto estadounidense que disputó dos temporada en la NBA. Con 1,83 metros de estatura, jugaba en la posición de base.

## Trayectoria deportiva

### Universidad
Jugó durante cuatro temporadas con los Violets de la Universidad de Nueva York, con los que participó en 1946 en los torneos de la NCAA y del NIT. Fue elegido en dos ocasiones en el mejor quinteto del área metropolitana de Nueva York, y en 1949 fue finalista del Premio Haggerty, que finalmente recibiría Dick McGuire, de la Universidad de St. John's.

### Profesional
En 1949 fichó por los Baltimore Bullets de la NBA, con los que en su primera temporada promedió 6,9 puntos y 2,4 asistencias por partido. Al año siguiente disputó únicamente once partidos, en los que promedió 3,5 puntos y 1,4 asistencias.
Tras retirarse, ejerció como profesor y entrenador de baloncesto en un instituto en Nueva York, falleciendo en 1981 víctima de un accidente de circulación en el Condado de Westchester.

## Estadísticas de su carrera en la NBA

### Temporada regular
| Temporada | Edad | Equipo            | Liga | P  | TIT | MIN | TC  | TCA | %TC  | TL  | TLA | %TL  | R.OF. | R.DEF. | REB | ASIS | FP  | PTS |
| 1949-50   | 22   | Baltimore Bullets | NBA  | 64 |     |     | 2.2 | 7.2 | .312 | 2.5 | 3.3 | .734 |       |        |     | 2.4  | 3.0 | 6.9 |
| 1950-51   | 23   | Baltimore Bullets | NBA  | 11 |     |     | 1.4 | 4.5 | .300 | 0.8 | 1.2 | .692 |       |        | 1.4 | 1.4  | 2.5 | 3.5 |
| Total     |      |                   | NBA  | 75 |     |     | 2.1 | 6.8 | .311 | 2.2 | 3.0 | .731 |       |        | 1.4 | 2.3  | 2.9 | 6.4 |